# Diecezja Des Moines
Diecezja Des Moines (łac. Dioecesis Desmoinensis, ang. Diocese of Des Moines) – rzymskokatolicka diecezja ze stolicą w Des Moines, w stanie Iowa, w Stanach Zjednoczonych.
Terytorialnie obejmuje hrabstwa Adair, Adams, Audubon, Cass, Clarke, Dallas, Decatur, Fremont, Guthrie, Harrison, Lucas, Madison, Mills, Montgomery, Page, Polk, Pottawattamie, Ringgold, Shelby, Taylor, Union, Warren i Wayne.

## Historia
Diecezji została ustanowiona przez papieża Piusa X 12 sierpnia 1911, który wyodrębnił ją z diecezji Davenport.

## Ordynariusze
1. Biskup Austin Dowling  (1912 – 1919)
2. Biskup Thomas W. Drumm (1919 – 1933)
3. Biskup Gerald T. Bergan (1934 – 1948)
4. Biskup Edward C. Daly, O.P. (1948 – 1964)
5. Biskup George Joseph Biskup (1965 – 1967)
6. Biskup Maurice John Dingman (1968 – 1986)
7. Biskup William Henry Bullock (1987 – 1993)
8. Biskup Joseph Charron CPpS (1993 – 2007)
9. Biskup Richard Pates (2008 – 2019)
10. Biskup William Joensen (od 2019)

## Bazylika
- Bazylika św. Jana w Des Moines

## Szkoły średnie
- Dowling Catholic High School w West Des Moines
- Saint Albert High School w Council Bluffs